# Солунска многопрофилна болница „Свети Димитър“
Солунската обща болница „Свети Димитър“, (на гръцки: Γενικό Νοσοκομείο Θεσσαλονίκης „Ο Άγιος Δημήτριος“) е държавна болница в македонския град Солун, Гърция. Разположена е в североизточната част на града. От 2012 година болницата е обединена в една институция с болницата „Георгиос Гениматас“. В 1984 година сградата на болницата е обявена за паметник на културата.

## История
Според някои сведения общинската болница в града е създадена през 1875 година от Мидхад паша. Сградата на общата болница „Свети Димитър“ е сред по-новите османски паметници в града, но няма точна дата на построяването ѝ. То е станало след 1898 година, тъй като на карта от тази година на мястото не е обозначена постройка. Според една от версиите болницата е изградена в 1900 – 1901 година, когато са изградени Конакът, Казармите и Идадието. Архитектът на сградата не е известен, но е вероятно, поради голямото сходство на морфологичните елементи с тези на казармите той е Виталиано Позели. В 2018 година Г. Папасулиотис открива инициалите BP като подпис върху сградата. Според друга версия болницата е от 1902 – 1903 година и изградена по инициатива на кмета Хулуси бей по планове на Ксенофон Пеонидис.
Първоначалната площ на болницата е 54,043 m2 и се казва Болница за бедни (Gureba Hastahanesi) или „Хамидие“ (Hamidiye), а по-късно „Беледие“ (Belediye), тоест Общинска.
По време на Междусъюзническата война тогавашната турска болница „Хамидие“ е иззета за създаването на българската болница „Червен кръст“ за лекуването на ранените български войници, по инициатива на видни български дейци в Солун, сред които Захария Шумлянска и други. След загубата на Междусъюзническата война от България, болницата на семейство Шумлянски става място за укритие на преследваните българи.
След като Солун попада в Гърция в 1912 година е прекръстена на Общинска болница. В 1916 година Н. Кириазидис казва, че болницата „има 200 легла, хирургическо отделение и малка микробиологична лаборатория. Но ѝ липсва дезинфекционна пещ.“ През 1971 година става държавна осбственост и е прекръстена на Обща болница „Свети Димитър“ с площ от 31,600 m2 за ново крило. Заедно със Солунската болница „Хирш“ са най-големите в града в началото на XX век.

## Сграда
Болницата е двуетажна удължена сграда с четири крила в четирите ѝ края. Организацията както на фасадите, така и на етажния план се ръководи от абсолютна симетрия. В основата си архитектурата се придържа към класицизма, но има и ренесансови елементи.